# TP d'Or 2002
Els premis TP d'Or 2002 foren entregats el 18 de gener de 2003 en un acte al Palacio de Congresos (Campo de las Naciones) presentat per Silvia Jato i Antonio Hidalgo Galán.
| Categoria                              | Programa                       | Persona                        | Resultat   |
| -------------------------------------- | ------------------------------ | ------------------------------ | ---------- |
| Actor                                  | Cuéntame cómo pasó             | Imanol Arias                   | Guanyador  |
| Actor                                  | Padre Coraje                   | Juan Diego                     | Nominat    |
| Actor                                  | El Comisario                   | Fernando Valverde              | Nominat    |
| Actriu                                 | Cuéntame cómo pasó             | Ana Duato                      | Guanyadora |
| Actriu                                 | 7 vidas                        | Amparo Baró                    | Nominada   |
| Actriu                                 | Cuéntame cómo pasó             | María Galiana                  | Nominada   |
| Presentador                            | Crónicas Marcianas             | Javier Sardà                   | Guanyador  |
| Presentador                            | La Noche con Fuentes y Cía     | Manel Fuentes                  | Nominat    |
| Presentador                            | Operación Triunfo              | Carlos Lozano                  | Nominat    |
| Presentadora                           | A tu lado                      | Emma García                    | Guanyadora |
| Presentadora                           | Pasapalabra                    | Silvia Jato                    | Nominada   |
| Presentadora                           | Sabor a ti                     | Ana Rosa Quintana              | Nominada   |
| Sèrie Nacional                         | Cuéntame cómo pasó             | Cuéntame cómo pasó             | Guanyador  |
| Sèrie Nacional                         | Hospital Central               | Hospital Central               | Nominat    |
| Sèrie Nacional                         | Un paso adelante               | Un paso adelante               | Nominat    |
| Sèrie Estrangera                       | CSI: Crime Scene Investigation | CSI: Crime Scene Investigation | Guanyador  |
| Informatiu diari                       | La 2 Noticias                  | La 2 Noticias                  | Guanyador  |
| Informatiu diari                       | Antena 3 Noticias              | Antena 3 Noticias              | Nominat    |
| Informatiu diari                       | Informativos Telecinco         | Informativos Telecinco         | Nominat    |
| Programa d'espectacles i entreteniment | Operación Triunfo              | Operación Triunfo              | Guanyador  |
| Programa d'espectacles i entreteniment | Crónicas Marcianas             | Crónicas Marcianas             | Nominat    |
| Programa d'espectacles i entreteniment | Cruz y Raya.com                | Cruz y Raya.com                | Nominat    |
| Magazine                               | A tu lado                      | A tu lado                      | Guanyador  |
| Magazine                               | Día a día                      | Día a día                      | Nominat    |
| Magazine                               | Lo + Plus                      | Lo + Plus                      | Nominat    |
| Concurs                                | Pasapalabra                    | Pasapalabra                    | Guanyador  |
| Sèrie d'animació                       | Els Simpson                    | Els Simpson                    | Guanyador  |
| Premi Especial a tota una vida         | Tony Leblanc                   | Tony Leblanc                   | Guanyador  |